# Никанор (Абрамович)
Абрамо́вич Никано́р Ника́ндрович — (справж. — Бурчак-Абрамович; 27 липня (8 серпня) 1883, с. Мизове, Ковельський повіт, Волинська губернія, Російська імперія — 21 березня 1969, Карлсруе, ФРН) — церковний і культурно-освітній діяч, митрополит УАПЦ в Діаспорі (1953—1969). Брат Петра Абрамовича і Анастасія Абрамовича. Був почесним головою Товариства «Волинь» та Інституту Дослідів Волині у Вінніпезі (в Канаді).

## Біографія
Митрополит Ніканор (мирське ім‘я Ніканор Бурчак-Абрамович) народився 27 липня (ст. ст.) 1883 р. в с. Мізові, кол. Ковельського повіту, на Волині. Предки Митрополита належали до духовного стану.
Владика Митрополит вчився спочатку в початковій школі в Мізові, потім у Духовній школі в Маційові, а опісля в Волинській Духовній семінарії в Житомирі. Після закінчення семінарії Ніканор Абрамович вчився ще в Київському Комерційному Інституті, а після висвячення в священики — в Київській Духовній Академії та на історико-філологічному факультеті св. Володимира в Києві.
На священика був висвячений 23 жовтня 1910 р. в місті Володимирі на Волині Єпископом Володимиро-Волинським Фадеєм. Священиче служіння проходив спочатку в с. Біличах при своєму тестеві.
У 1912 на власне бажання одержав парафію в с. Тишковичах на Володимирщині, звідки був евакуйований під час першої світової війни в червні 1916 р. до Житомира, де перебував до 1919 р. В Житомирі зайнявся опікою над біженцями.
У часі Української держави провадив у Житомирі організацію українського церковного життя та був волинським губерніяльним інструктором народної освіти. Тут він також був діяльним членом Братства Святого Спаса, що ставило одним зі своїх завдань відродження українських традицій в Православній Церкві.
Чудом врятувавшись від розстрілу більшовиками, літом 1919 р. залишив Житомир і подався до с. Сельце на Волині, де був призначений настоятелем парафії. В новоорганізованому тоді Володимирському Духовному управлінні стає свящ. Н. Абрамович секретарем і розгортає широку діяльність. З ініціативи свящ. Н. Абрамовича і з благословення правлячого тоді Волинською єпархією Єпископа Діонисія (пізнішого Митрополита Варшавського) на днях 3-8 жовтня 1921 р. в Почаївській Лаврі відбувся Волинський Єпархіальний З‘їзд, головою якого був обраний о. Н. Абрамович, який також під час цього з‘їзду відправив Службу Божу українською мовою. Це була перша Служба Божа українською мовою на тій частині Волині, що опинилася під Польщею.
Гострий меморандум Володимирського Духовного управління до Священного Синоду Православної Церкви в Польщі про необхідність українізації Церкви спричинив закриття Духовного управління і покарання його керівників. Не зважаючи на це о. Н. Абрамович, що з 1924 р. одержав сан протоієрея, провадить далі активну працю в напрямі українізації Церкви. У зв‘язку з тим та на вимогу протиукраїнських чинників вища духовна влада розпочала слідство проти прот. Н. Абрамовича, що тривало понад два роки і було закінчене в лютому 1927 р. виправданням його з усіх обвинувачень.
Коли ж українське громадянство почало вимагати від вищої церковної влади висвячення прот. Н. Абрамовича на Єпископа, Синод у березні 1928 р. заслав його до Дерманського монастиря нібито за церковну несубординізацію, бо продовжував відправляти Служби Божі українською мовою. Повних три роки перебував прот. Н. Абрамович у заточенні в монастирі й був звільнений після того, як в монастирі піднісся рух за українізацію Богослужень, спричинником чого церковна влада вважала прот. Н. Абрамовича.
Звільнений з монастиря, прот. Н. Абрамович був призначений настоятелем православної парафії в осаді Киверці біля Луцька, де властиво він щойно зорганізував парафію. Живучи біля Луцька, що в той час став осередком українського православного церковного життя на Волині, прот. Н. Абрамович брав живу участь у працях Луцької підкомісії перекладу Святого Письма і Богослужбових книжок на українську мову та був членом Товариства ім. Митр. Петра Могили. З 26 жовтня прот. Н. Абрамович був призначений благочинним другого благочиння Ковельського повіту. Перед другою світовою війною він провів повну українізацію церковного життя в своєму благочинні. В тому ж селі він перебув першу окупацію Волині радянською владою в 1939—1941.

### Хіротонія на єпископа
Коли після звільнення українських земель від більшовиків з'явилася можливість відновлення церковного життя на центральних і східних землях України й постало питання про висвячення нових єпископів, одним з перших кандидатів на єпископа став прот. Никанор Абрамович. З благословення Митрополита Варшавського Діонисія (Валединського), голови Православної Церкви, в складі духовенства якої знаходився прот. Н. Абрамович, в Пінську на Поліссі 9 лютого 1942 р. відбулася хіротонія прот. Н. Абрамовича на Єпископа, що перед тим прийняв чернецтво й став архимандритом. Провели хіротонію архієпископи Олександр Пінський й Полікарп Луцький і Ковельський та єпископ Георгій Берестейський згідно з канонами Святої Православної Церкви.
Владика Ніканор був висвячений на Київського єпископа. У Київ прибув 13 березня 1942 р., а 16 березня в Свято-Андріївському соборі в Києві був обраний на Київську єпископську кафедру. 19 березня 1942 р.в Києві, внаслідок бажання керівництва УАПЦ, Єпископові Ніканору було передано зверхність цієї церкви. Одночасно, у зв‘язку з забороною окупаційною владою діяльності Всеукраїнської Православної Церковної Ради, склад її було включено до Вищого Церковного Управління при Єпископі. За час перебування Владики Ніканора в Києві було ним висвячено для Української Автокефальної Православної Церкви 8 єпископів, 187 священників і організовано лише на самій Київщині 580 українських православних парафій. Постановою Собору Єпископів з участю представників від духовенства й вірних у Києві 17 травня 1942 р. Владику Ніканора було возведено в сан Архієпископа Київського й Чигиринського. Діяльність Владики Ніканора проходила в Києві в дуже тяжких умовах воєнного часу, при повній недоброзичливості, а то й ворожості окупаційної гітлерівської влади до УАПЦ й самого Владики Ніканора.

### Еміграція на Захід
25 вересня 1943 р. архієпископ Ніканор був змушений залишити Київ і податися на Захід. Після короткого перебування на Волині виїхав на запрошення Митрополита Діонісія до Варшави, де перебував під його опікою та брав активну участь у Соборі Єпископів УАПЦ, що відбувся там у березні-квітні 1944 р. Пізніше через Словаччину прибув у 1944 р. до Німеччини. Після закінчення війни, з 1945 р. оселюється в Карлсруе, де проживав до своєї смерті.
Постановою Собору Єпископів УАПЦ в Мюнхені 15 травня 1947 р. Владика Ніканор був обраний Заступником Митрополита і Голови УАПЦ, а Собор Єпископів УАПЦ у Парижі 15 вересня 1952 р. надав йому титул Митрополита УАПЦ в Німеччині. Після смерті Митрополита Полікарпа 22 жовтня 1953 р. постановою Надзвичайного собору УАПЦ в Парижі йому було надано титул Митрополита УАПЦ в Діаспорі.
Митрополит Ніканор очолював УАПЦ в Діаспорі 16 років. Найважливішою подією за часів перебування Митрополита Ніканора зверхником УАПЦ на чужині був безперечно Собор УАПЦ, який відбувсь 16-18 грудня 1956 р. в Карлсруе. Цей Собор відбувся під головуванням Митрополита Ніканора і прийняв ряд важливих постанов, зокрема затвердив новий статут УАПЦ на чужині.
Крім своєї архипастирської діяльності Митрополит був з 1948 р. головою Богословсько-Наукового Інституту УАПЦ. З появою журналу «Рідна Церква» з вересня 1952 р. очолював як Митрополит УАПЦ його редакційну колегію. Під редакцією Митрополита Ніканора вийшов у 1949 р. Служебник, а в 1950 р. Часослов. Крім цього, Митрополит Ніканор написав і видав такі праці як «Догматично-канонічний устрій Вселенської Православної Церкви», «Історія Дерманського монастиря», «Старі церковні звичаї на Волині» та ряд інших праць, що їх друкував під різними псевдонімами в різних журналах. Митрополит Ніканор мав високу богословську освіту.
Він був великий знавець канонічного права та інших богословських дисциплін. Він вміло поєднував старі українські православні церковні традиції зі сучасністю. Це був найкращий представник нашого старого духовенства ще дореволюційних часів, великий український патріот, що всеціло себе віддав на служіння своїй Українській Православній Церкві.

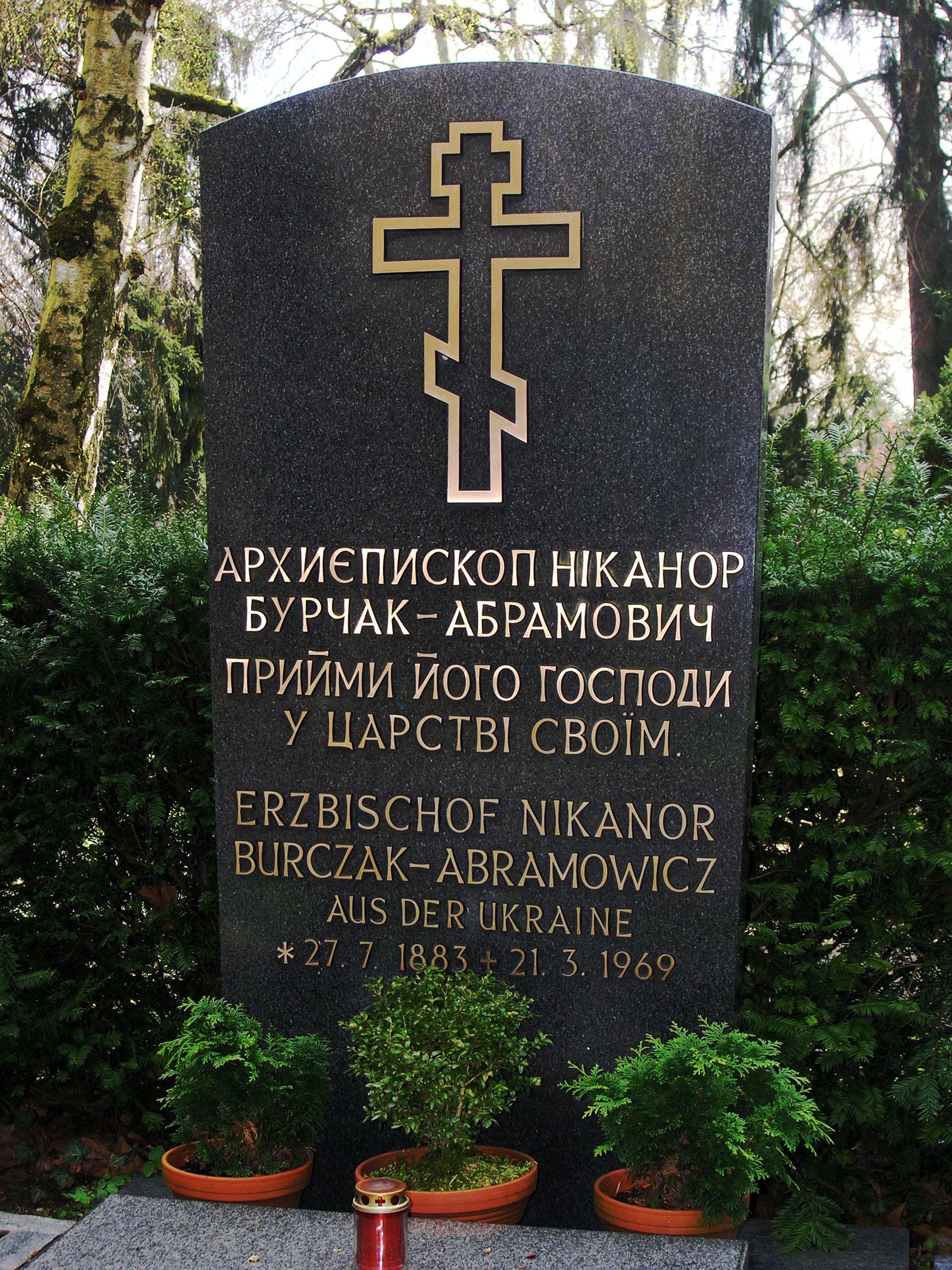
Надгробок в м. Карлсруе

Митрополит Ніканор спочив в ночі з 20 на 21 березня 1969 р. в м. Карлсруе.
Редакутор журналу «Богословський вісник» і «Рідна Церква», видань «Служебника» (1949) і «Часослова» (1950). Автор праць «Догматично-канонічний устрій Вселенської Православної Церкви», «Історія Дерманського монастиря» (обидві — 1948), «Старі церковні звичаї на Волині» (1950), статей на церковні й історично-краєзнавчі теми.